# Chestenbergtunnel
Der Chestenbergtunnel war ein geplanter Eisenbahntunnel im Kanton Aargau. Er war in einer von mehreren Varianten als Teil des Ausbauprogramms Zukünftige Entwicklung der Bahninfrastruktur vorgesehen und wäre von Rupperswil bis Gruemet (beim Westportal des Heitersbergtunnels) verlaufen. Benannt wäre er nach dem Chestenberg.
Der Chestenbergtunnel wäre zusammen mit dem Eppenbergtunnel und dem Honerettunnel die Voraussetzung für einen Viertelstundentakt zwischen Aarau und Zürich; ebenso für eine halbstündliche Interregio-Verbindung zwischen Basel und Zürich, sowie auch für den Halbstundentakt der Zürcher S-Bahnlinie S3.
Die Realisierung des Projektes wäre zwischen 2015 und 2030 zu erwarten gewesen. Im Richtplan des Kantons Aargau waren zwei Varianten an Linienführungen vorgesehen. In einer Variantenausmarchung wurde am 1. März 2016 das Projekt jedoch zugunsten eines 30 km langen durchgehenden Tunnels zwischen Aarau und Zürich nicht mehr weiter verfolgt.

### Nachrichten
- SBB-Netz - Von Altstetten bis nach Aarau: Bund plant 28-Kilometer-Bahntunnel durch den Aargau, Aargauer Zeitung am 1. März 2016